# Castanet (Tarn)
Castanet település Franciaországban, Tarn megyében. Lakosainak száma 199 fő (2022. január 1.). Castanet Bernac, Castelnau-de-Lévis, Cestayrols, Mailhoc, Villeneuve-sur-Vère és Sainte-Croix községekkel határos.

## Népesség
A település népességének változása:
| Lakosok száma | 194  | 200  | 205  | 199  | 195  | 191  | 194  | 196  | 199  |
|               | 2013 | 2015 | 2016 | 2017 | 2018 | 2019 | 2020 | 2021 | 2022 |